# نظریه جنبش اجتماعی
نظریه جنبش اجتماعی (به انگلیسی: social movement theory) شاخهٔ میان رشته‌ای از علوم اجتماعی است که عموماً به تشریح این می‌پردازد که چرا تحرک اجتماعی اتفاق می‌افتد، تحت چه اشکالی ظاهر می‌گردد ویا این که پیامدهای بالقوه اجتماعی، فرهنگی و سیاسی مانند ایجاد و کارکرد جنبش‌های اجتماعی چیست.

## رویکردهای کلاسیک
رویکردهای کلاسیک در اواخر قرن ظهور کرد. آنچه که میان این رویکردها مشترک متکی بودن آنها به مکانیزم‌های عِلی می‌باشد. منبع جنبش‌های اجتماعی فشارهای ساختاری عنوان شده است. این فشارها عبارت از ضعف‌های ساختاری موجود در اجتماع هستند که افراد را تحت فشار ذهنی مشخص قرار می‌دهند. مانند بیکاری، صنعتی‌سازی سریع یا شهری سازی. زمانی که فشارهای روانی به یک سقف مشخص می‌رسد، این تنش باعث ایجاد گرایشی برای اشتراک در ابزار نامرسوم مشارکت سیاسی، مانند تظاهرات گردد. افزون بر آن این رویکردها روی این مسئله اتفاق نظر دارند که اشتراک در سیاست ستیز جویانه یک امر نا مرسوم و غیر منطقی است، چون از نظر آنها تظاهرات نتیجه یک واکنش احساسی و عجولانه به نارضایتی‌ها است تا یک تلاش عقلانی برای بهبود وضعیت خود. این نظریات مبتنی بر روان‌شناختی از جانب جامعه‌شناسان و دانشمندان علوم سیاسی امروزی با قاطعیت رد شده است. با این حال هنوز هم برخی‌ها مهم بودن احساسات (هرچند نه در مرکز عملکرد) را دخیل می‌دانند. به آثار گوستاو لوبون، گوستاو لوبون هربرت بلومر، ویلیام کورنهاسر.‏ و نیل اسملسر مراجعه نمایید.

### مدل فردیت زدایی

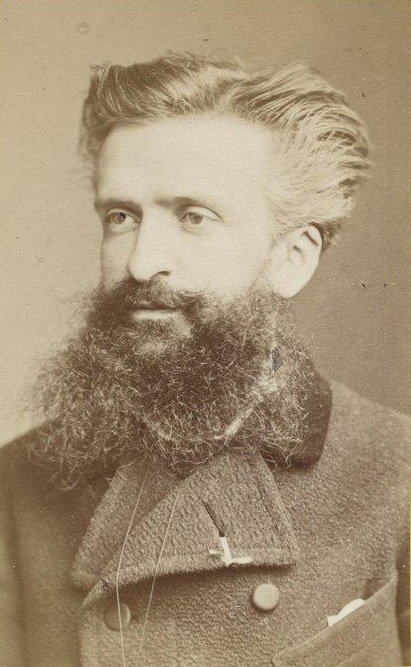
گوستاو لوبون، یکی از دانشمندان جامعه‌شناسی کلاسیک که به مطالعه جنبش‌های اجتماعی پرداخت.

جامعه شناسان در اوایل و اواسط دههٔ ۱۹۰۰ به این عقیده بودند که جنبش‌ها عبارت از اتفاقات تصادفی افرادی است که تلاش می‌کنند تا به اوضاع خارج از کنترل خود به‌گونه احساساتی واکنش نشان دهند. یکی از نویسندگان مهم در این حوزه تحقیق گوستاو لوبون بود. او در کتاب خود تحت عنوان توده به مطالعه رفتار جمعی پرداخت. نتیجه‌گیری او این بود، زمانی که یک فرد در توده مدغم می‌گردد، رفتار او بدوی و غیر عقلانی گردیده و در نتیجه می‌تواند بلافاصله رفتار خشونت‌آمیزی از خود بروز دهد. این تغییر تحت شرایط مشخص صورت می‌پذیرد. زمانی که افراد خود را در توده مدغم می‌نمایند، یک احساس گمنامی به آنها دست می‌دهد. این امر باعث می‌شود تا آنها بدین باور برسند که در مقابل رفتاری که در داخل توده دارند پاسخگو نخواهند بود. این امر با حس نامرئی بودن به عنوان بخشی از توده، یک‌جا می‌گردد. تحت این شرایط، استدلال منطقی غیرممکن بوده و یک شخصیت ناخودآگاه ظهور می‌کند: شخصیتی که زیر سلطه غریزه‌های ویران‌گر و باورهای بدوی است. این نظریه از جانب سایر نظریه پردازان چون هربرت بلومر و نیل اسملسر پذیرفته شده و انکشاف داده شده است.

### نظریهٔ جامعه مردمی
نظریهٔ جامعه مردمی به تقلید از جنبش‌های فاشیست و کمیونیست در دهه‌های ۱۹۳۰ و ۱۹۴۰ میلادی ظهور نموده و تلاشی است برای تشریح ظهور افراطی‌گری در سراسر دنیا استدلال مرکزی نظریهٔ جامعه مردمی این است که افراد منزوی از جامعه بیشتر نسبت به افراطی‌گری آسیب‌پذیر هستند.
یکی از بنیان‌های مهم این نظریه، تحلیل امیل دورکیم از جامعه مدرن و ظهور فردگرایی است. دورکیم استدلال نمود که پیدایش جامعه صنعتی دو مشکل را به بار آورد:
- بی نظمی:[چ] به دلیل افزایش در اندازه و پیچیدگی جامعه مدرن، راه‌های کافی برای تنظیم رفتار اجتماع نبود.
- خودخواهی:[ح] فردیت بیش از حد مردم به دلیل ضعیف شدن جوامع محلی.

این مشکلات باعث گردید تا شبکه‌های اجتماعی بازدارنده تضعیف گردیده و نتواند رفتار افراد در اجتماع را کنترل نماید. از نظر دورکیم، این امر باعث رفتارهای غیر مرسوم مانند خودکشی می‌گردد.
آرتور کورنهاسر این تئوری را در کتاب خود با عنوان سیاست جامعه مردمی روی جنبش‌های اجتماعی تطبیق کرد. او تصریح نمود که بی‌نظمی و خودخواهی در یک جامعه مردمی باعث از هم پاشیدن گروه‌ها و شبکه‌های محلی کوچک می‌گردد. آنچه بعد از آن باقی می‌ماند عبارت از نخبه‌گان قدرتمند، بروکراسی‌های عظیم و افراد منزوی می‌باشد؟ در این نوع جامعه، حائل‌های وسطی میان نخبه و غیر نخبه فرسوده گردیده و مجراهای عادی برای تأثیر گذاری غیر نخبه‌ها بالای نخبه‌ها از کار می‌افتد. این امر باعث احساس بیشتر بیگانگی غیر نخبه‌ها گردیده و از اینرو آنها را بیشتر مستعد افراطیت می‌نماید.

### محرومیت نسبی
مردم به علت احساس محرومیت یا نابرابری به ویژه (۱) نسبت به دیگران یا (۲) نسبت به انتظارات خود شان به جنبش‌ها کشانده می‌شوند. از دید اولی، اشتراک کننده گان دیگران را می‌بینند که دارای قدرت، منابع اقتصادی و وضعیت اجتماعی بهتر هستند و آنها نیز تلاش می‌نمایند تا عین چیزها را برای خود به‌دست بی‌آورند. از دید دومی، افراد به احتمال زیاد زمانی به تمرد رو می‌آورند که وضعیت در حال بهبود (به ویژه بهبود اقتصادی) آنها متوقف گردیده و به سوی بدتر شدن در حرکت می‌شود. در این حالت، مردم به جنبش‌ها می‌پیوندند چون انتظارات آنها از وضعیت مادی واقعی آنها بیشتر شده است (هم‌چنین به نام «نظریهٔ منحنی-J» یاد می‌گردد. به آثار جیمز دیویز، تد گور و دنتون موریسون مراجعه نمایید.

## رویکردهای معاصر
در جریان دهه ۱۹۶۰ میلادی، میزان فعالیت‌های جنبش‌های اجتماعی هم در اروپا و هم در ایالات متحده در حال افزایش بود. با این افزایش، درک مردم از جنبش‌های اجتماعی نیز تغییر نمود. حالا به تظاهرات‌ها به عنوان پدیدهٔ که سیاست را بهتر نموده و برای دموکراسی سالم الزامی است، دیده می‌شد. رویکردهای کلاسیک قادر نبودند تا این افزایش در جنبش‌های اجتماعی را تشریح نمایند. چون اصل مرکزی این رویکردها این بود که تظاهرات به وسیله افرادی که از ضعف‌های ساختاری در جامعه رنج می‌برند صورت می‌گیرد، این رویکردها نمی‌توانست تشریح کند که افزایش در جنبش‌های اجتماعی ناشی از رشد رفاه بود نه کاهش رفاه. از این‌رو، نیاز بود تا رویکردهای نظری جدید به میان آید.
چون محرومیت دیگر توضیح قابل قبول نبود، محققان نیاز داشتند تا به دنبال یک توضیح دیگر بگردند. توضیحات که ایجاد شد در اروپا و ایالات متحده از هم متفاوت بود. رویکردهای ساختاری که بیشتر آمریکایی محور به بررسی این پرداختند که ویژگی‌های اجتماعی و سیاسی چگونه باعث ایجاد و بازداری تظاهرات می‌گردند. رویکردهای ساختار گرایی یعنی اجتماعی بیشتر اروپایی محور این روایت را که تنش‌های طبقاتی دلیل اصلی جنبش‌های اجتماعی هستند را رد نموده و روی سایر معرف‌های هویت جمعی مانند جنیست، قومیت و گرایش جنسی تأکید نمودند.

### رویکردهای ساختاری

#### فرصت سیاسی/پروسه سیاسی
بعضی شرایط سیاسی مشخص ممکن است برای فعالیت بالقوه جنبش اجتماعی مساعد باشد. این فضاها جنبش‌های اجتماعی مشخص یا جنبش‌های اجتماعی عمومی را از نظر می‌اندازد؛ علامت این وضعیت به فعالان می‌رسد یا شرایط سیاسی از لحاظ ساختاری به آنها امکان فعالیت جنبش اجتماعی را می‌دهد (موضوع قانونی بودن)؛ فرصت‌های سیاسی از طریق شکست‌های سیاسی، اشتراک در جنبش اجتماعی یا بنیان نهادن یک سازمان جنبش اجتماعی به‌دست می‌آید. این فرصت‌ها شامل موارد ذیل اند:
1. دسترسی بیشتر به قدرت تصمیم‌گیری سیاسی
2. عدم موجودیت ثبات در دیدگاه‌های نخبه‌های حاکم (یا تضاد میان نخبه‌ها)
3. دسترسی به هم‌پیمان‌های نخبه (کسی که می‌تواند جنبش را در هنگام مشکلات کمک کند)
4. کاهش در ظرفیت یا تمایل دولت برای جلوگیری از اختلاف نظر[۱۲][۱][۱۳][۱۴]